# رزاق احمد
رزاق احمد (انگلیسی: Razzaq Ahmed؛ زادهٔ ۱ ژوئیهٔ ۱۹۴۴) بازیکن فوتبال اهل عراق بود.
وی همچنین در تیم ملی فوتبال عراق بازی کرده‌است.